# Metellina segmentata
Metellina segmentata Clerck, 1757 è un ragno appartenente alla famiglia Tetragnathidae.

## Distribuzione
La specie è stata rinvenuta in diverse località della regione paleartica; gli esemplari rinvenuti in Canada sono da ritenersi introdotti

## Tassonomia
Non sono stati esaminati esemplari di questa specie dal 2011
Attualmente, a dicembre 2013, non sono note sottospecie: